# Indian Runner
Indian Runner ist ein im Jahr 1991 von  Sean Penn als sein Debüt gedrehtes Drama über die Beziehung zweier ungleicher Brüder, Joe und Frank. Der Film basiert auf dem Song „Highway Patrolman“ von Bruce Springsteen aus dessen Album „Nebraska“. Er spielt in den späten 1960er-Jahren in einem kleinen Ort in Nebraska und erstreckt sich über einen Zeitraum von ungefähr 1 ½ Jahren.

## Handlung
1968: Der Kleinstadt-Sheriff Joe Roberts ist glücklich verheiratet mit der Mexikanerin Maria und stolzer Vater eines kleinen Sohnes. In Notwehr erschießt er eines Tages einen Kriminellen. Dieser Vorfall macht dem korrekten Polizisten schwer zu schaffen. Da kehrt sein jüngerer Bruder Frank, der schon immer das schwarze Schaf der Familie war, aus Vietnam zurück. Er ist psychisch verroht und voller Aggression aufgrund seiner Erfahrungen in Vietnam. Während sein Bruder das Gesetz vertritt, kommt der selbstzerstörerische Frank immer wieder mit diesem in Konflikt und landet im Gefängnis – so auch gleich, nachdem er einen kurzen Besuch bei seinem Bruder gemacht hatte, ohne bei seinen Eltern vorbeizuschauen. Erst später erfährt Joe, dass Frank in Ohio im Gefängnis sitzt, als es ihm sein Vater nach dem Begräbnis der Mutter eher nebenbei erzählt. Die Eltern hatten eine Karte von einem Mädchen namens Dorothy erhalten, die ihnen mitteilte, Frank habe sie verprügelt und ihr Vater habe darauf bestanden, dass Anzeige erhoben werde. Sie aber würde zu ihm halten und ihm beistehen.
Joe fährt daraufhin in die Stadt zu dem Gefängnis, in dem Frankie einsitzt, um ihn am Entlassungstag abzuholen. Als er sieht, dass er von einer jungen, blonden Frau (Dorothy) abgeholt wird und die beiden sehr verliebt wirken, bleibt er aber im Hintergrund und folgt den beiden nur, um festzustellen, wo sie hinfahren. Frankie wohnt in einem Stundenhotel, wie Joe am nächsten Tag bei seinem Besuch feststellt, Franks Freundin, ein ehemaliges Hippiemädchen, noch bei ihren Eltern. Er will Frankie dazu überreden, mit ihm mitzukommen und vorerst bei Maria und ihm wohnen, wie Joe es mit Maria abgesprochen hatte. Frank will jedoch vorerst nicht mitkommen.
Erst nach dem Selbstmord des Vaters durch Erschießen kehrt der jüngere Bruder in den Heimatort zurück und betrinkt sich im Elternhaus. Seine Freundin fährt zum Haus von Joe und Maria und bittet diesen mitzukommen. Joe versucht in der Folge den unberechenbaren und gewalttätigen Frankie aus seinem von Alkohol und Kriminalität geprägten Leben herauszuholen.
Dorothy ist schwanger, die beiden werden im Elternhaus von Joe und Maria sesshaft und Frankie sucht sich Arbeit auf einer Baustelle. Er arbeitet hart, nimmt jede Schicht an, die er nur zusätzlich noch erhalten kann, ist liebevoll zu seiner Freundin, die er schließlich auch heiratet, versucht die Freundschaft mit seinem Bruder wieder aufzubauen und er scheint seinen inneren Frieden gefunden zu haben. Trotz all seiner Bemühungen schafft er es nicht, sich auf Dauer selber zu kontrollieren. Er rastet aus, geht in das Wirtshaus von Caesar (Dennis Hopper), wo er sich betrinkt und mit einem anderen Gast eine Schlägerei beginnt. Nur der Intervention seines Bruders ist es zu verdanken, dass sein Gegner keine Anzeige erstattet.
Als die Zeit für die Geburt gekommen ist, bleibt er nicht etwa bei Dorothy, um dieser beizustehen, sondern geht in die Bar, wo er sich betrinkt. Die Dinge eskalieren. Joe redet auf Frank ein und verletzt sich dabei, sein Blut tropft auf die Theke. Als Frank gehen will, wischt Caesar das Blut weg. Frank, der offenbar darin in seiner eigenen Verworrenheit eine Beleidigung sieht, rastet aus und erschlägt Caesar mit einem Stuhl. Danach fährt er zum Haus, in dem Dorothy ist, erkennt dann aber, dass sein Bruder ihn wegen des Mordes verhaften muss und flieht in Richtung Grenze. An der Grenze holt Joe ihn ein und beide bleiben mit Abstand zueinander stehen. Die Entscheidung, ob Joe ihn verhaften wird, steht im Raum, bis Frankie beschleunigt und über die Grenze fährt.

## Kritiken
TV Spielfilm schrieb, dies sei ein kleiner, stimmungsvoller Film mit differenzierten Charakteren für große Schauspieler-Leistungen und ein erstaunlich sicheres Regiedebüt von Sean Penn, der auch das Drehbuch geschrieben habe.
In der OÖN vom 23. November 1991 war zu lesen, dass wieder einmal der Indianer als Metapher für ungebändigte amerikanische Wildheit herhalten müsse, um gesellschaftliche Außenseiter darzustellen. Er gehöre eben zum nostalgischen US-Kino, genauso wie die typische US-Kleinstadt und der ewig wiederkehrende Konflikt zwischen Anpassung und Freiheit. Der Film würde trotz der billigen Klischees aber durch Kameraführung und Montage bestechen und mit seinen effektvollen Videoclips liege er zumindest im Trend der Zeit.
Das Lexikon des internationalen Films urteilte: „Eine bildwirksame melancholische ‘Moritat’ um Recht und Ordnung, strenge Moral und Familiensinn, die die sozialen Konflikte im Amerika der späten 60er Jahre zu einem sinnbildlichen Kampf um die Seele des Menschen verdichtet.“

## Auszeichnungen und Nominierungen
- 1991 Nominierung für den Goldenen Leoparden für Sean Penn beim Internationalen Filmfestival in Locarno